# Finał Grand Prix w łyżwiarstwie figurowym 2009/2010
Finał Grand Prix w łyżwiarstwie figurowym 2009/2010 – siódme, a zarazem ostatnie w kolejności zawody łyżwiarstwa figurowego z cyklu Grand Prix 2009/2010. Zawody odbywały się równolegle z Finałem Junior Grand Prix w łyżwiarstwie figurowym 2009/2010, czyli ósmymi zawodami podsumowującymi cykl Junior Grand Prix 2009/2010. Zawody odbywały się od 2 do 6 grudnia 2009 roku w hali Yoyogi National Gymnasium w Tokio.
Wśród solistów triumfował reprezentant Stanów Zjednoczonych Evan Lysacek. W konkurencji solistek zwyciężyła Koreanka Kim Yu-na. W konkurencji par sportowych złoty medal zdobyli Chińczycy Shen Xue i Zhao Hongbo. W rywalizacji par tanecznych zwyciężyła para amerykańska Meryl Davis i Charlie White.
W kategorii juniorów wśród solistów zwycięstwo odniósł Japończyk Yuzuru Hanyū, zaś w konkurencji solistek jego rodaczka Kanako Murakami. W parach sportowych w kategorii juniorów triumfowali Chińczycy Sui Wenjing i Han Cong. Z kolei w juniorskich parach tanecznych złoty medal zdobyli Rosjanie Ksienija Mońko i Kiriłł Chalawin.

## Wyniki

### Kategoria seniorów

#### Soliści (S)

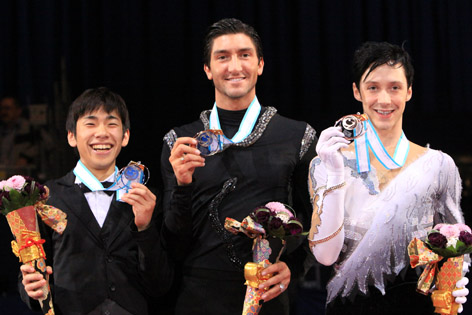
Medaliści w konkurencji solistów, od lewej Oda (JPN), Lysacek (USA), Weir (USA)

| Poz. | Zawodnik          | Nota łączna | SP | SP    | FS | FS     |
| ---- | ----------------- | ----------- | -- | ----- | -- | ------ |
| 1    | Evan Lysacek      | 249,45      | 2  | 89,85 | 1  | 159,60 |
| 2    | Nobunari Oda      | 243,36      | 3  | 87,65 | 3  | 155,71 |
| 3    | Johnny Weir       | 237,35      | 4  | 84,60 | 4  | 152,75 |
| 4    | Jeremy Abbott     | 235,38      | 5  | 76,65 | 2  | 158,73 |
| 5    | Daisuke Takahashi | 224,60      | 1  | 89,95 | 5  | 134,65 |
| 6    | Tomáš Verner      | 192,32      | 6  | 70,17 | 6  | 122,15 |

#### Solistki (S)

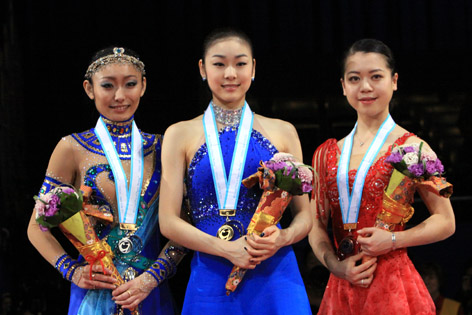
Medalistki w konkurencji solistek, od lewej Andō (JPN), Kim (KOR), Suzuki (JPN)

| Poz. | Zawodniczka      | Nota łączna | SP | SP    | FS | FS     |
| ---- | ---------------- | ----------- | -- | ----- | -- | ------ |
| 1    | Kim Yu-na        | 188,86      | 2  | 65,64 | 1  | 123,22 |
| 2    | Miki Andō        | 185,94      | 1  | 66,20 | 2  | 119,74 |
| 3    | Akiko Suzuki     | 174,00      | 5  | 57,54 | 3  | 116,46 |
| 4    | Ashley Wagner    | 162,07      | 6  | 54,26 | 4  | 107,81 |
| 5    | Joannie Rochette | 156,71      | 4  | 60,94 | 5  | 95,77  |
| 6    | Alona Leonowa    | 156,55      | 3  | 61,60 | 6  | 94,95  |

#### Pary sportowe (S)

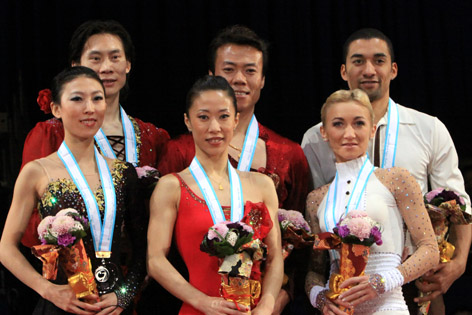
Medaliści w parach sportowych, od lewej Pang / Tong (CHN), Shen / Zhao (CHN), Sawczenko / Szolkowy (GER)

| Poz. | Zawodnicy                          | Nota łączna | SP | SP    | FS | FS     |
| ---- | ---------------------------------- | ----------- | -- | ----- | -- | ------ |
| 1    | Shen Xue / Zhao Hongbo             | 214,25      | 1  | 75,36 | 1  | 138,89 |
| 2    | Pang Qing / Tong Jian              | 201,86      | 4  | 68,04 | 2  | 133,82 |
| 3    | Alona Sawczenko / Robin Szolkowy   | 200,38      | 2  | 73,14 | 4  | 127,24 |
| 4    | Marija Muchortowa / Maksim Trańkow | 198,35      | 3  | 69,78 | 3  | 128,57 |
| 5    | Yūko Kawaguchi / Aleksandr Smirnow | 183,01      | 6  | 62,30 | 5  | 120,71 |
| 6    | Zhang Dan / Zhang Hao              | 180,25      | 5  | 66,24 | 6  | 114,01 |

#### Pary taneczne (S)

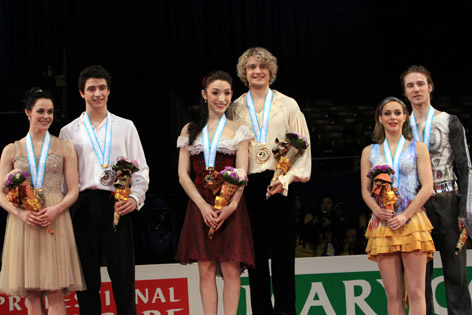
Medaliści w parach tanecznych, od lewej Virtue / Moir (CAN), Davis / White (USA), Péchalat / Bourzat (FRA)

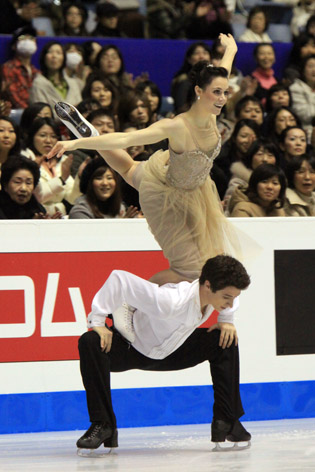
Taniec dowolny (Virtue / Moir)

| Poz. | Zawodnicy                          | Nota łączna | OD | OD    | FD | FD     |
| ---- | ---------------------------------- | ----------- | -- | ----- | -- | ------ |
| 1    | Meryl Davis / Charlie White        | 169,44      | 1  | 65,80 | 2  | 103,64 |
| 2    | Tessa Virtue / Scott Moir          | 168,22      | 2  | 64,01 | 1  | 104,21 |
| 3    | Nathalie Péchalat / Fabian Bourzat | 147,62      | 3  | 56,93 | 3  | 90,69  |
| 4    | Sinead Kerr / John Kerr            | 145,33      | 4  | 56,47 | 4  | 88,86  |
| 5    | Anna Cappellini / Luca Lanotte     | 139,21      | 5  | 54,91 | 5  | 84,30  |
| 6    | Vanessa Crone / Paul Poirier       | 135,99      | 6  | 51,69 | 6  | 84,30  |

### Kategoria juniorów

#### Soliści (J)

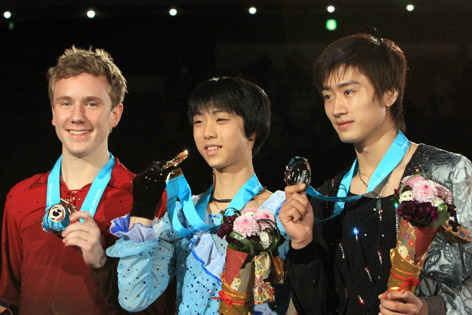
Medaliści w konkurencji solistów juniorów, od lewej Song (CHN), Hanyū (JPN), Miner (USA)

| Poz. | Zawodnik          | Nota łączna | SP | SP    | FS | FS     |
| ---- | ----------------- | ----------- | -- | ----- | -- | ------ |
| 1    | Yuzuru Hanyū      | 206,77      | 3  | 69,85 | 1  | 136,92 |
| 2    | Song Nan          | 204,99      | 1  | 71,70 | 2  | 133,29 |
| 3    | Ross Miner        | 196,09      | 2  | 70,8  | 4  | 125,24 |
| 4    | Richard Dornbush  | 191,80      | 6  | 59,35 | 3  | 132,45 |
| 5    | Grant Hochstein   | 187,92      | 4  | 66,45 | 5  | 121,47 |
| 6    | Artur Gaczinski   | 178,03      | 5  | 62,44 | 6  | 115,59 |
| 7    | Stanisław Kowalow | 163,20      | 7  | 57,69 | 7  | 105,51 |
| 8    | Kento Nakamura    | 142,78      | 8  | 57,16 | 8  | 85,62  |

#### Solistki (J)

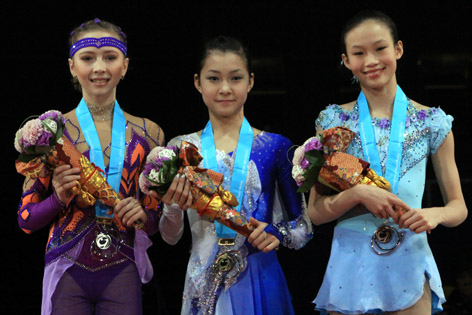
Medalistki w konkurencji solistek juniorek, od lewej Szelepień (RUS), Murakami (JPN), Gao (USA)

| Poz. | Zawodniczka       | Nota łączna | SP | SP    | FS | FS     |
| ---- | ----------------- | ----------- | -- | ----- | -- | ------ |
| 1    | Kanako Murakami   | 160,53      | 2  | 59,52 | 1  | 101,01 |
| 2    | Polina Szelepień  | 159,29      | 1  | 59,54 | 2  | 99,75  |
| 3    | Christina Gao     | 151,47      | 5  | 52,82 | 3  | 98,65  |
| 4    | Ksienija Makarowa | 147,29      | 3  | 55,38 | 4  | 91,91  |
| 5    | Anna Owczarowa    | 144,96      | 4  | 54,92 | 6  | 90,04  |
| 6    | Angela Maxwell    | 137,55      | 8  | 47,28 | 5  | 90,27  |
| 7    | Kiri Baga         | 122,35      | 7  | 49,58 | 7  | 72,77  |
| 8    | Ellie Kawamura    | 120,93      | 6  | 50,30 | 8  | 70,63  |

#### Pary sportowe (J)

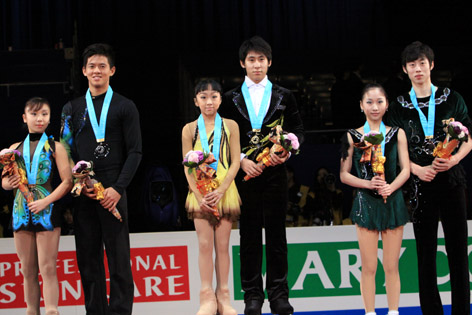
Medaliści w parach sportowych juniorów, od lewej Takahashi / Tran (JPN), Sui / Han (CHN), Zhang / Wang (CHN)

| Poz. | Zawodnicy                             | Nota łączna | SP | SP    | FS | FS     |
| ---- | ------------------------------------- | ----------- | -- | ----- | -- | ------ |
| 1    | Sui Wenjing / Han Cong                | 160,45      | 1  | 56,80 | 1  | 103,65 |
| 2    | Narumi Takahashi / Mervin Tran        | 145,80      | 2  | 54,44 | 2  | 91,36  |
| 3    | Zhang Yue / Wang Lei                  | 137,19      | 5  | 46,04 | 3  | 91,15  |
| 4    | Tatjana Nowik / Michaił Kuzniecow     | 134,33      | 6  | 45,72 | 4  | 88,61  |
| 5    | Kaleigh Hole / Adam Johnson           | 132,17      | 4  | 47,00 | 5  | 85,17  |
| 6    | Britney Simpson / Nathan Miller       | 128,62      | 7  | 44,48 | 6  | 84,14  |
| 7    | Ksienija Stołbowa / Fiodor Klimow     | 122,19      | 3  | 48,90 | 8  | 73,29  |
| 8    | Aleksandra Wasiljewa / Jurij Szewczuk | 121,35      | 8  | 43,08 | 7  | 78,27  |

#### Pary taneczne (J)

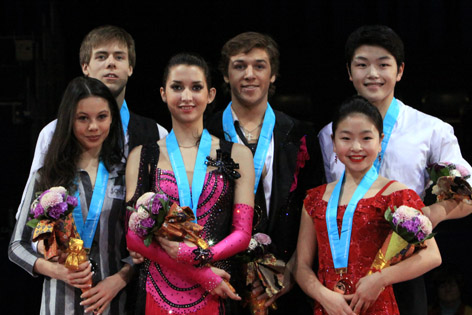
Medaliści w parach tanecznych juniorów, od lewej Iljinych / Kacałapow (RUS), Mońko / Chalawin (RUS), Shibutani / Shibutani (USA)

| Poz. | Zawodnicy                                 | Nota łączna | OD | OD    | FD | FD    |
| ---- | ----------------------------------------- | ----------- | -- | ----- | -- | ----- |
| 1    | Ksienija Mońko / Kiriłł Chalawin          | 141,21      | 1  | 55,70 | 1  | 85,51 |
| 2    | Jelena Iljinych / Nikita Kacałapow        | 139,36      | 3  | 54,35 | 2  | 85,01 |
| 3    | Maia Shibutani / Alex Shibutani           | 138,75      | 2  | 55,21 | 3  | 83,54 |
| 4    | Kharis Ralph / Asher Hill                 | 124,75      | 4  | 48,84 | 4  | 75,91 |
| 5    | Jekatierina Puszkasz / Jonathan Guerreiro | 119,50      | 5  | 46,68 | 5  | 72,82 |
| 6    | Isabella Cannuscio / Ian Lorello          | 118,11      | 6  | 46,48 | 6  | 71,63 |
| 7    | Lorenza Alessandrini / Simone Vaturi      | 106,78      | 8  | 39,03 | 7  | 67,75 |
| 8    | Marina Antipowa / Artiom Kudaszew         | 106,69      | 7  | 42,17 | 8  | 64,52 |